# Islands damlandslag i handboll
Island damlandslag i handboll kvalificerade sig till Europamästerskapet 2010, för första gången någonsin. Man hamnade där till slut på 15:e plats.
Laget spelade sin första landskamp den 19 juni 1956, då man i förlorade med 7-10 mot Norge i Oslo.

### Fotnoter
1. ↑  ”A landslið karla 1900”. Arkiverad från originalet den 22 april 2009. http://wayback.vefsafn.is/wayback/20090422075742/http://www.hsi.is/Motamal/mot_0800000074.htm. Läst 23 augusti 2011.